# 內亞富

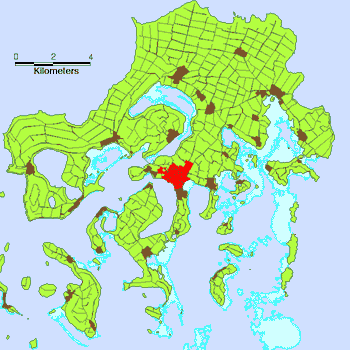
內亞富於瓦瓦烏群島的位置

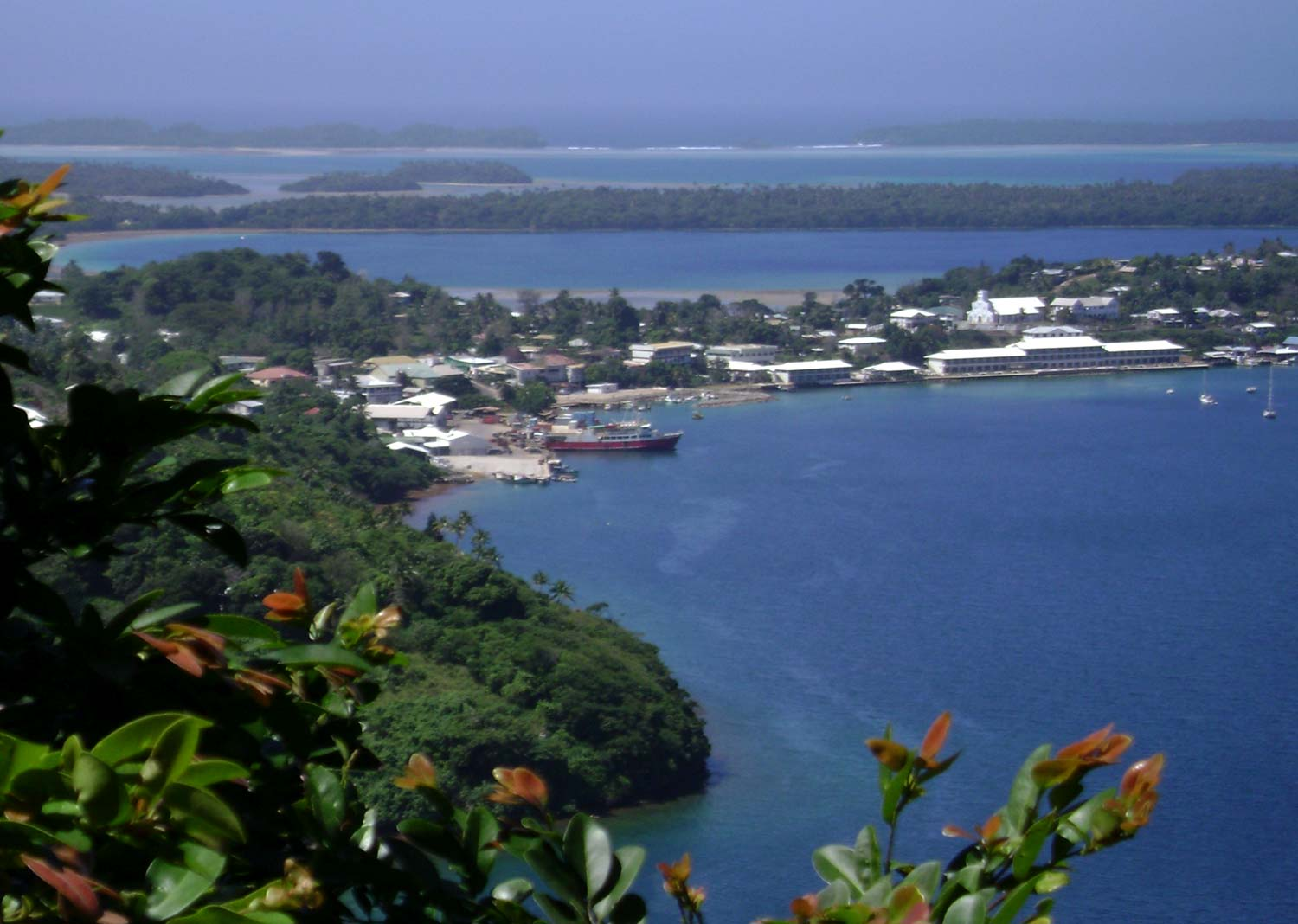
內亞富港口

內亞富（Neiafu）是太平洋島國湯加的城鎮，位於該國北部瓦瓦烏群島，面積11.42平方公里，海拔高度19米，鎮上有銀行、學校、警察局和醫院，是該國的旅遊中心之一，2006年人口4,123，是全國第二大城鎮。

## 外部連結
- Pictures of Neiafu
- Neiafu on Wikivoyage

18°39′03″S 173°58′59″W / 18.65083°S 173.98306°W